# Dominique Strauss-Kahn

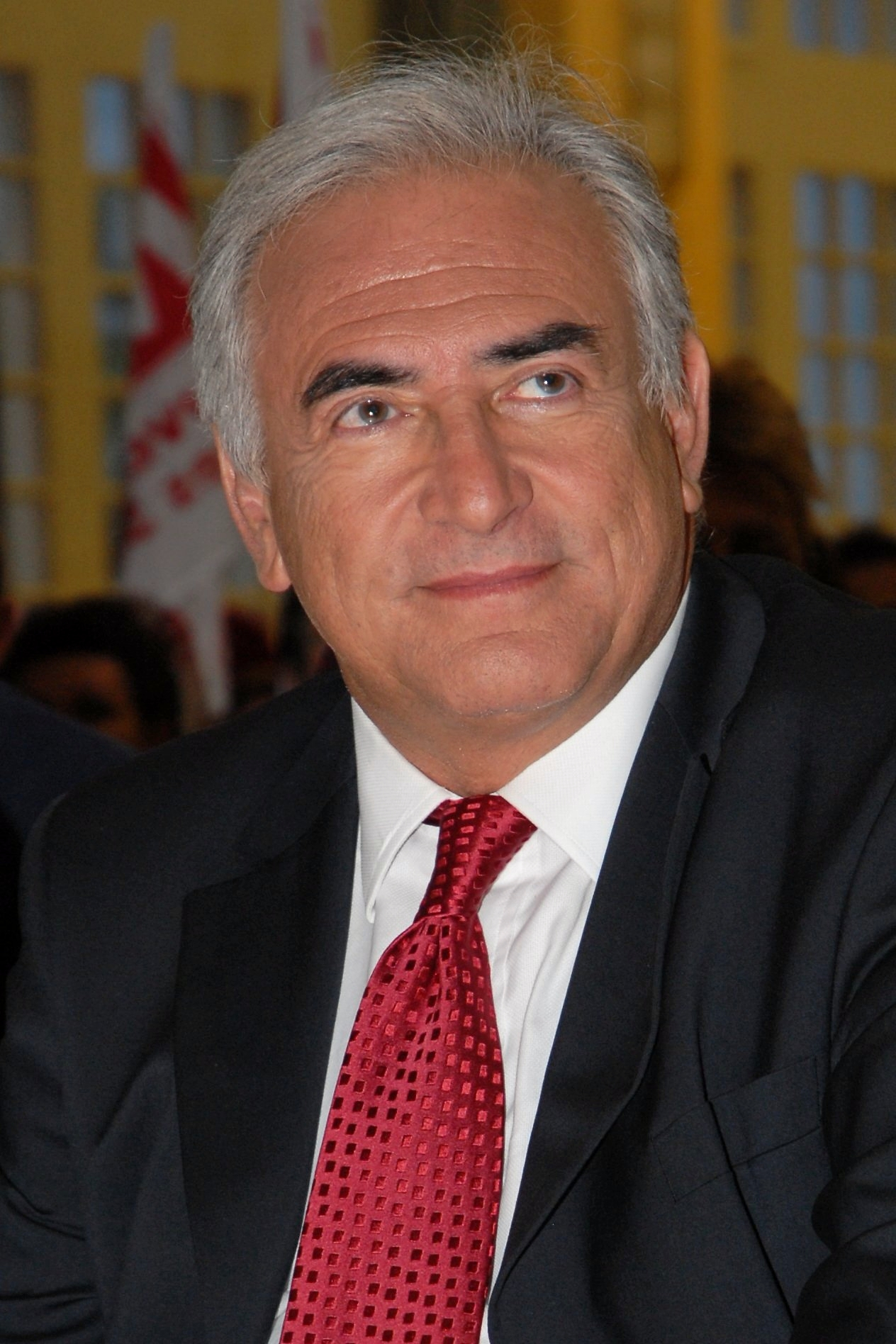
Dominique Strauss-Kahn (2007)

Dominique Strauss-Kahn, zwany DSK (wym. [dɔmiˈnik ˈstʁos ˈkan]; ur. 25 kwietnia 1949 w Neuilly-sur-Seine) – francuski polityk, minister we francuskich rządach, w latach 2007–2011 dyrektor zarządzający Międzynarodowego Funduszu Walutowego.

## Życiorys

### Wykształcenie i działalność zawodowa
Urodził się w rodzinie aszkenazyjskich Żydów. Dzieciństwo spędził w Maroku, skąd wyjechał po trzęsieniu ziemi w Agadirze. Studiował w HEC Paris i w Instytucie Nauk Politycznych w Paryżu. Uzyskał licencjat z prawa publicznego, doktorat z ekonomii oraz agrégation w tej ostatniej dziedzinie. Był wykładowcą ekonomii m.in. na Université Nancy-II II (1977–1980) oraz w Krajowej Szkole Administracji. Zajął się też prowadzeniem wykładów z makroekonomii w paryskim Instytucie Nauk Politycznych.

### Działalność publiczna
Początkowo działał w Związku Studentów Komunistycznych (UEC). Zaangażował się następnie w działalność Partii Socjalistycznej. W latach 1986–1991, w 1999, a także w latach 2001–2007 sprawował mandat posła do Zgromadzenia Narodowego z departamentu Val-d’Oise. Od 1998 do 2001 zasiadał w radzie regionu Île-de-France. W okresie 1995–1997 pełnił funkcję mera podparyskiego miasteczka Sarcelles, później do 2007 był wiceburmistrzem tej miejscowości.
Trzykrotnie zajmował stanowiska rządowe. Od 17 maja 1991 do 2 kwietnia 1992 był ministrem delegowanym ds. przemysłu i handlu zagranicznego w rządzie Édith Cresson, następnie do 29 marca 1993 ministrem przemysłu i handlu zagranicznego w gabinecie, którym kierował Pierre Bérégovoy. Po raz trzeci wszedł w skład rządu 4 czerwca 1997, kiedy to w gabinecie Lionela Jospina został ministrem gospodarki, finansów i przemysłu. Urząd ten sprawował do 2 listopada 1999, przygotowując w tym czasie Francję do przyjęcia wspólnej unijnej waluty euro. Odszedł po oskarżeniach o przyjęcie korzyści majątkowej za projekt programu ubezpieczeń zdrowotnych dla studentów. W 2001 został uniewinniony od tych zarzutów przez francuski sąd.
28 września 2007 został nominowany na dyrektora zarządzającego Międzynarodowego Funduszu Walutowego, na którym to stanowisku zastąpił Rodriga Rato. Funkcję tę uzyskał przy osobistych staraniach francuskiego prezydenta i lidera centroprawicowej UMP, Nicolasa Sarkozy’ego. Wywołało to medialne komentarze, w których sugerowano próbę pozbycia się potencjalnego konkurenta w kolejnych wyborach prezydenckich.
14 maja 2011 został zatrzymany w Nowym Jorku na pokładzie samolotu linii Air France i następnie tymczasowo aresztowany w związku z zarzutem napaści seksualnej na pokojówkę. 18 maja 2011 Dominique Strauss-Kahn, nieprzyznający się do popełnienia tego czynu, złożył rezygnację z pełnienia obowiązków dyrektora MFW. Wkrótce zezwolono mu na tzw. areszt domowy, który uchylono 1 lipca 2011. Ostatecznie zarzuty wobec byłego już ministra w tej sprawie zostały wycofane (prokuratorzy uznali zeznania pokojówki za niewiarygodne w zakresie zmuszenia do stosunku seksualnego). Dominique Strauss-Kahn został w tym samym czasie oskarżony przez francuską dziennikarkę Tristane Banon o usiłowanie zgwałcenia w 2003. Przedstawione zarzuty uniemożliwiły mu w praktyce start w wyborach prezydenckich w 2012, w których miał zamiar wziąć udział. Na motywach tej historii nakręcony został film Welcome to New York (2014) z Gérardem Depardieu w głównej roli.
We wrześniu 2013 podano informację o planowanym nabyciu przez polityka udziałów w przedsiębiorstwie Anatevka, notowanej na giełdzie w Paryżu luksemburskiej firmie z branży finansowej. Spółka ta zmieniła następnie nazwę na LSK.

## Wybrane publikacje
- Inflation et partage des surplus. Le cas des ménages (z André Babeau i André Massonem), Editions Cujas 1975
- Économie de la famille et accumulation patrimoniale, Editions Cujas 1977
- La Richesse des Français- Epargne, Plus-value/Héritage (z André Babeau), PUF 1977
- Pierre Bérégovoy: une volonté de réforme au service de l'économie 1984–1993 (z Christianem Sautterem), Cheff 2000
- La flamme et la cendre, Grasset 2002
- Oui, lettre ouverte aux enfants d'Europe, Grasset et Fasquelle 2004
- Pour l'égalité réelle. Éléments pour un réformisme radical, Fondation Jean-Jaurès 2004
- DVD pour le Oui à la constitution, 2005
- 365 jours, journal contre le renoncement, Grasset 2006

## Życie prywatne
Mąż Anne Sinclair, francuskiej dziennikarki radiowej i telewizyjnej.